# Bettina Jürgensen
Bettina Jürgensen (* 1954 in Kiel) ist eine deutsche Politikerin. Sie war von 2010 bis 2013 Vorsitzende der Deutschen Kommunistischen Partei (DKP).

## Leben
Jürgensen machte eine Ausbildung zur Buchhändlerin. Mit 17 Jahren trat sie 1971 in die DKP ein. Seit 1990 hatte sie die Funktion der Bezirksvorsitzenden in Schleswig-Holstein ausgeübt. Bei der Bundestagswahl 2005 trat sie erfolglos als Direktkandidatin der DKP in Schleswig-Holstein an.
Auf dem 19. Parteitag der DKP am 9. und 10. Oktober 2010 in Frankfurt am Main wurde sie von 68 % der Delegierten zur Vorsitzenden der DKP und somit zur Nachfolgerin von Heinz Stehr gewählt, nachdem sie bereits zwei Jahre Mitglied im Parteivorstand gewesen war. 2013 unterlag sie auf dem 20. Parteitag am 2. und 3. März in Mörfelden-Walldorf ihrem Herausforderer Patrik Köbele bei der Wahl zum Vorsitzenden. Sie blieb Mitglied des 20. Parteivorstandes.
Am 22. Februar 2014 war sie in Berlin Mitgründerin des Vereins „Marxistische Linke – ökologisch, emanzipatorisch, feministisch, integrativ“, der „ein Netzwerk zur Förderung der Zusammenarbeit von Marxist*innen und Kommunist*innen aufbauen“, will „unabhängig von ihrer sonstigen Organisations- oder Parteizugehörigkeit“. Zusammen mit Sabine Leidig ist sie im Vorstand der „Marxistischen Linken“.
Ende 2017 trat Jürgensen aus der DKP aus.